# Alexandre Schmemann
Alexandre Schmemann (né le 13 septembre 1921 à Tallinn et mort le 13 décembre 1983 à Crestwood, NY) est un prêtre et théologien orthodoxe d'origine russe.

## Biographie
Alexandre Schmemann est né en Estonie d'une famille d'émigrés russes. Sa famille s'installa en France, où il fit des études universitaires. Il se maria avec Juliana Ossorguine le 31 janvier 1943, avant d'achever ses études de théologie commencées en 1940 à l'Institut de théologie orthodoxe Saint-Serge à Paris et d'être ordonné prêtre en 1946 par le métropolite Vladimir (Tikhonicky) (en). Il a trois enfants : Anne, Serge et Marie.
De 1946 à 1951, le père Alexandre enseigna l'histoire ecclésiale à l'Institut de théologie orthodoxe Saint-Serge. En 1951, il fut invité à rejoindre le séminaire Saint-Vladimir (alors à New York), par le père Georges Florovsky, lequel était alors le doyen du séminaire. Il enseignait l’histoire de l’Église et la théologie liturgique. Son travail à Saint-Vladimir se concentrait principalement sur la théologie liturgique, considérant la tradition liturgique de l'Église comme un grand signe et l'expression majeure de la foi chrétienne. Il soutint sa thèse de doctorat à l'Institut Saint-Serge, Introduction à la théologie liturgique, en 1959.
Quand le séminaire Saint-Vladimir fut déplacé à Crestwood, Yonkers (en) (New York) en 1962, le Père Alexandre en assuma la fonction de doyen, et ce jusqu'à sa mort. Il a également été professeur à temps partiel à l'université Columbia, à l'université de New York, à l’Union Theological Seminary et au General Theological Seminary de New York.
Le père Alexandre s'est vu accorder le titre de protopresbytre, la plus haute distinction qui puisse être décernée à un prêtre orthodoxe marié.
Il a été observateur orthodoxe lors du concile Vatican II de l'Église catholique entre 1962 et 1965.
En 1970, il fut un des membres actifs de l'établissement de l'Église orthodoxe en Amérique, qui à cette époque se vit officiellement reconnue indépendante de l'Église orthodoxe russe par le patriarche de Moscou, même si cette autocéphalie n'a pas été universellement reconnue.
Les sermons du père Alexandre furent diffusés en Russie sur Radio Liberty pendant 30 ans. Il acquit une vaste communauté d'auditeurs à travers l'Union soviétique, dont Alexandre Soljenitsyne, qui devint son ami après son départ en Occident.

## Écrits
Le Père Alexandre est l'auteur d'un grand nombre d'articles et de livres. Pour la Vie du Monde, un livre sur la foi chrétienne reflétée dans la liturgie, a été traduit en onze langues. Destiné initialement à servir de manuel pour la Fédération nationale des étudiants chrétiens en 1963, il y eut même une édition anonyme dans le samizdat en Union soviétique. Il termina son livre sur L'Eucharistie peu de temps avant sa mort. Ce livre ainsi que nombre de ses écrits furent publiés de façon posthume.

## Œuvre
- « Une œuvre inédite de saint Marc d'Ephèse : Peri Anastaseos », dans Theologia, 22 (1951), p. 51-64.
- « La théocratie byzantine et l'Église orthodoxe », dans Dieu vivant, 25 (1953), p. 36-53.
- « The Eucharist and the Doctrine of the Church » dans St. Vladimir's Theological Quarterly, 2 (1954), n° 2, p. 7-12.
- « Unité, séparation, réunion » dans Contacts, 11 (1959), n° 26, p. 73-88.
- « La notion de primauté dans l'ecclésiologie orthodoxe » dans La primauté de Pierre dans l'Église orthodoxe, Neuchâtel, Delachaux et Niestlé, 1960, p. 117-150
- « The missionary imperative in the Orthodox Tradition » dans The Theology of the Christian Mission, éd. par Gerald H. ANDERSON, New York, McGraw-Hill, 1961, p. 250-257.
- « Le sacrement du baptême » dans Le Messager Orthodoxe, 13 (1961), n° 1, p. 28-34; n° 2, p. 20-24.
- « Russian Theology : 1920-1972, an Introductory Survey » dans St. Vladimir's Theological Quarterly, 16 (1972), n° 4, p. 172-194.
- « Trois images » dans Le Messager orthodoxe, 1972, n° 57, p. 2-20.
- « Aspects historiques du culte orthodoxe : différence entre les typika monastiques et paroissiaux » dans Irénikon, 46 (1973), p. 5-15.
- Le Grand Carême : ascèse et liturgie dans l'Église orthodoxe, Coll. « Spiritualité orientale », n° 13, Bégrolles en Mauges, Abbaye de Bellefontaine, 1974, 156 p. Réédité en 1989 et 1999.
- Of Water and the Spirit: a Liturgical Study of Baptism, Crestwood, St. Vladimir's Seminary Press, 1974.
- « Le sacrement de la parole » dans Le Messager orthodoxe, 1974, nO 68-69, p. 3-19.
- « Towards a Theology of Councils » dans St. Vladimir's Theological Quarterly, 6 (1962), n° 4, p. 170-184.
- Sacraments and Orthodoxy, New York, Herder et Herder, 1965.
- Ultimate Questions: an Anthology of Modern Russian Religious Thought, New York, Holt, Rinehart and Wilson, 1965, 2e éd. 1977, 312 p.
- The Historical Road of Orthodoxy, New York, Rinehart and Wilson, 1966.
- trad. fr. Le Chemin Historique de l'Orthodoxie, trad. Françoise Lhoest et Daniel Struve, Paris, YMCA-Press, 1995.
- Introduction to Liturgical Theology, Londres, Faith Press, 1966.
- « Autorité et liberté dans l'Église » dans Le Messager orthodoxe, 1967, n° 40-41, p. 40-53.
- « La Semaine sainte » dans A. SCHMEMANN et O. CLÉMENT, Le mystère pascal : commentaires liturgiques, Coll. « Spiritualité orientale », n° 16, Bégrolles en Mauges, Abbaye de Bellefontaine, 1975, 92 p.
- Pour la vie du monde, Paris, Desclée, 1969, 142 p. Réédité aux Presses Saint-Serge, 2007
- « Alexandre Soljenitsyne » dans Le Messager orthodoxe, 1971, n° 53, p. 21-39.
- « A Meaningful Storm: Some Reflections on Autocephaly, Tradition and Ecclesiology » dans St. Vladimir's Theological Quarterly, 15 (1971), n° 1-2, p. 3-27.
- Church, World, Mission: Reflections on Orthodoxy in the West, Crestwood, St. Vladimir's Seminary Press, 1979.
- « Théologie liturgique : remarques méthodologiques » dans La liturgie, son sens, son esprit, sa méthode : liturgie et théologie. « Conférences Saint-Serge, Semaine d'études liturgiques », 23, Rome, Edizioni Liturgiche, 1982, p. 297-303.
- L'Eucharistie, sacrement du Royaume, tr. fr. de Constantin Andronikof, Paris, YMCA-Press/O.E.I.L., 1985, 277 p. Réédité aux éditions YMCA-Press/F.X. de Guibert, 2008, 278 p.
- D’eau et d’Esprit – Étude liturgique du baptême, tr. fr. de Paul Toutchkov, Paris, Desclée de Brouwer, 1987, 216 p.; réédition  D'eau et d'Esprit suivi de Réflexions sur la mort. Genève, Éditions des Syrtes, 2018, 345 p.
- Vous tous qui avez soif, Entretiens spirituels, Paris, YMCA-Press/F.X. de Guibert, 2005, 290 p.
- Journal 1973-1983, tr. fr.de Anne Davidenkoff, Anne Kichilov et René Marichal, Paris, Éditions des Syrtes, 2009, 960 p.